# TV8
TV8 este un post de televiziune din Republica Moldova, care emite atât în limba română, cât și în limba rusă. Este un grup media non-profit.
TV8 este administrată de Asociația Obștească „Media Alternativa”, al cărei director executiv este Svetlana Buza din martie 2020. Funcția de producător general este deținută de Liliana Goian. Din 7 septembrie 2021, președintele asociației este Igor Boțan.
Principalele emisiuni:
▶️ Cutia Neagră cu Mariana Rață & Cutia Neagră Plus (investigații jurnalistice);
▶️ Новая Неделя cu Anatolie Golea;
▶️ ALO TV8 cu Ion Jitari (Vanea Băț) și Liliana Zaharia;
▶️ Întreabă Ghețu cu Natalia Ghețu;
▶️ Iubește Viața cu Tatiana Granciuc / Mihaela Tabură;
▶️ Business Up cu Andrei Crigan;
▶️ Psihologul Meu cu Maxim Orîndaș și Angela Gonța;
▶️ Campionii cu Stas Cernavca;
▶️ Vanea Băț (Ion Jitari) prezintă;
▶️ Dosarele X
▶️ 5 buletine de știri de luni până vineri (3 în limba română și 2 în limba rusă);
▶️ Sinteza Săptămânii și Итоги Недели.